# Zakład Zieleni Miejskiej w Katowicach
Zakład Zieleni Miejskiej w Katowicach – instytucja podlegająca władzom samorządowym Katowic, zajmująca się utrzymaniem oraz pielęgnacją terenów zieleni w obrębie miasta.

## Dyrekcja i siedziby

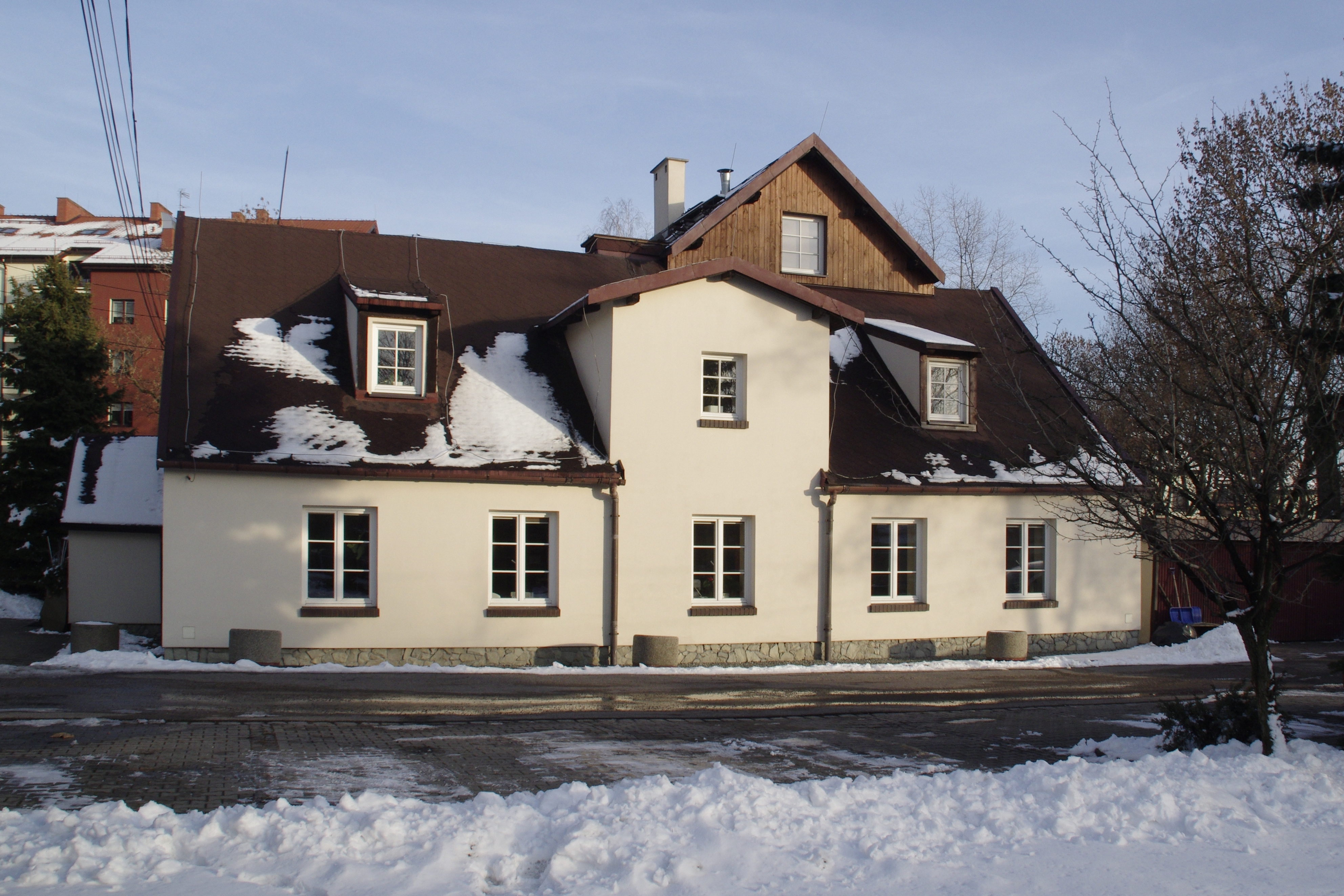
Siedziba przy ul. T. Kościuszki (2019)

Siedziba dyrekcji Zakład Zieleni Miejskiej znajduje się na ul. T. Kościuszki 138. Dyrektorem jest Mieczysław  Wołosz (2022). Oddziały terenowe dla poszczególnych rejonów Katowic mają swoje siedziby odpowiednio: Rejon Śródmieście I i II – Kościuszki 138, Rejon Szopienice – Bednorza 60, Katowicki Park Leśny – Francuska 180a, Dział Produkcji Roślinnej – Szopienicka 69.

## Tereny zależne
Zakład Zieleni Miejskiej w Katowicach sprawuje pieczę nad następującymi obszarami zielonymi na terenie miasta:
- Park Kościuszki (514 890 m²)[3]
- Park Zadole z tężnią[4]
- Park Giszowiec (33 781 m²)[5]
- Park w Murckach[6]
- Katowicki Park Leśny ze stawami i infrastrukturą (918 658 m²)[7]
- skwery miejskie (m.in. Plac Grunwaldzki, Plac Andrzeja, Plac Miarki, Plac Wolności, Plac Miast Partnerskich, Plac „Sokolska Łąka”)[8]

## Zadania statutowe
Do zadań zakładu należy:
- dbanie o porządek w parkach i na skwerach, na placach zabaw, wybiegach dla psów oraz ścieżkach rowerowych
- pielęgnowanie drzew, krzewów i kwiatów
- obsadzanie kwietników sezonowych, wież kwiatowych i donic zawieszonych na słupach lamp
- pielęgnowanie trawników
- przygotowywanie terenów pod uroczystości, imprezy miejskie i okolicznościowe
- odśnieżanie alejek i chodników w parkach i skwerach
- utrzymywanie zieleni w pasach drogowych